# Bogor (regentschap)
Bogor (Nederlands: Buitenzorg) is een regentschap in de provincie West-Java op het eiland Java in Indonesië. Het regentschap Bogor ligt rondom de stad Bogor. De stad zelf maakt geen deel uit van het regentschap, en de hoofdplaats van het regentschap is derhalve Cibinong. Het regentschap, dat veel woonwijken herbergt voor mensen die werken in de nabijgelegen hoofdstad Jakarta, is qua inwoners het grootste van Indonesië.
Bij de volkstelling van 2020 telde het regentschap Bogor 5.427.068 inwoners op een oppervlakte van 2.071 km². Het is onderdeel van Jabodetabek, het grootstedelijke gebied van Jakarta, met 29,5 miljoen inwoners de 5e agglomeratie van de wereld.

## Geboren in Buitenzorg
- Marijke Ferguson (1927-2024), Nederlands musicienne, radioprogrammamaker en radiopresentator